# Isla de Maipo
Isla de Maipo is een gemeente in de Chileense provincie Talagante in de regio Región Metropolitana. Isla de Maipo telde 36.219 inwoners in 2017 en heeft een oppervlakte van 189 km².

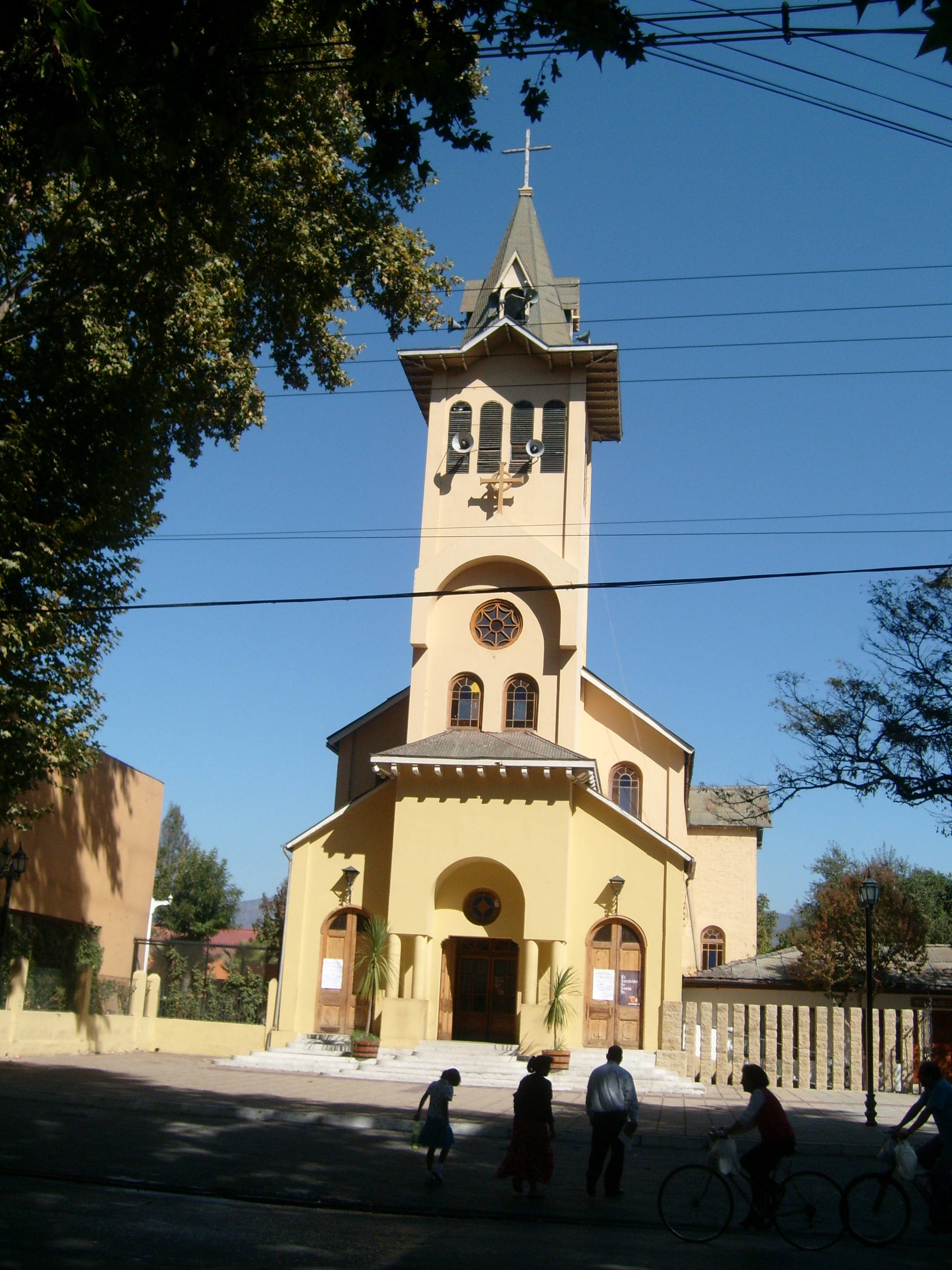
La Merced Kerk